# Boldklubben Cimbria
Boldklubben Cimbria er en tidligere dansk fodboldklub fra Aalborg.
Klubben blev stiftet af en række personer fortrinsvis med tilknytning til Aalborg Værft, med Gregers Andersen som drivkraft. Personerne havde i en periode spillet fodbold for ’sjov’  på eksercerpladsen i kvarteret omkring Sjællandsgade og Færøgade. Klubben fik senere hjemmebane på ’Over bækken’ ved Gugvej på Songaardsholm. Denne bane var dog ikke uden problemer da den havde en tendens til at stå under vand i forårssæsonen.
Klubben blev tilmeldt JBU i september 1944, og kunne normalt først deltage i efterårsturneringen 1945, men på grund af afbud fra en landsbyklub fik Cimbria lov til at overtage dennes plads. Cimbria kæmpede sig hurtigt op i A-rækken, og spillede i den fra foråret 1951. Selve oprykningen til A-rækken var lidt heldig, da JBU udvidede turneringerne og trak lod om de ekstra pladser. Klubben gik i opløsning i slutningen af ’50erne

## Førsteholdet 1949-1950
Bagest fra Venstre: Andrev Verdier (holdleder og formand for matchkommiteen), Henning Pedersen, Jørgen Christensen, Martin Mørk, bagved Thomas Frisk, Ludvig Hansen (reserve), Leif Berthelsen, Kuno Frisk, Ingemann Pedersen (holdleder), Gunnar Petersen, Gerhardt Hougaard (reserve), Viggo Jørgensen, Ingolf Johansen, Svend Aage Jespersen, Holger Mikkelsen